# سهام داود أنجلو
سهام داود أنجلو(English: Siham Anglo ) ناشطة سودانية في تنمية المجتمع وبناء السلام. ولدت عام 1961 تنتمي لقبيلة مورو في جبال النوبة بغرب السودان كانت من بين 16 امرأة سودانية تم ترشيحهن للعمل الجيد من أجل السلام، وذكرت مع 1000 امرأة مقترحة لجائزة نوبل للسلام 2005. بدأت سهام مشروعًا يدعم النساء النوبيات النازحات والنساء من القبائل الأخرى وعائلاتهن في منطقة زاجالونا.
بدأت مشروعًا في مدينة أم درمان يدعى «زقلونا» أي ارجعونا الي الخلف أو ابعدونا و الذي يعلم النساء النوبيات الخياطة وصبغة الملابس بتقنيه الربط والصبغ. يدعم المشروع النساء النوبيات النازحات والنساء من القبائل الأخرى وعائلاتهن في منطقة زقلونا. بفضل جهود سهام، أكملت 180 امرأة الآن تدريبها وتمكنت من العيش مع أسرهن.
ساعدت فصول محو الأمية التي تديرها سهام العديد من النساء في السودان على القراءة والكتابة. شاركت سهام بنشاط في جبال النوبة للنساء من أجل السلام (NMWP) في عام 1998. وأنشأت سهام ورشة للخياطة في مدينة أم درمان – العاصمة الوطنية للسودان، كوسيلة لتمكين النساء المتضررات من هذه الحروب، وفي المصنع الصغير تشاهد، مجموعة من الألعاب المصنعة من القماش والملابس المصنوعة يدويا، هي نتاج ورشة الخياطة.

## عملها
قامت بإنشاء مركز تدريب يملك النساء مهارات تمكنهن من العمل لكسب العيش. بدأت العمل من منزلها، الأمر الذي فرض الكثير من الضغط على عائلتها.
من خلال عمل انجلو مع النساء في مركز زق راق، جيث دربت مئات النساء على الخياطة والحرف اليدوية لتمكينهن من الحصول على دخل اضافي.

## روابط خارجية
فيديو عن مبادرة سهام في تدريب النساء